# Team Bondi
Team Bondi fue un desarrollador de videojuegos australiano third-party independiente que se especializaba en videojuegos de próxima generación. La compañía fue fundada por Brendan McNamara, que fue el antiguo director de desarrollo del estudio londinense Team Soho de Sony Computer Entertainment, así como escritor y director del videojuego The Getaway, que vendió alrededor de dos millones de copias en PlayStation 2.

## Historia
Team Bondi fue fundado por Brendan McNamara en 2003. La compañía trabajó en el desarrollo del videojuego de PlayStation 3 y Xbox 360 L.A. Noire, publicado por Rockstar Games. El sitio web oficial aseguraba que solo trabajarían en proyectos de desarrollo de videojuegos para consolas de próxima generación. El 5 de octubre de 2011 la empresa tuvo que cerrar tras muchas quejas por parte de sus empleados, varios pleitos con Rockstar Games y varios problemas burocráticos a la hora de la gestión.